# Liste de racines grecques (lettre M)
Pour un article plus général, voir Racine grecque.
| Racine | Origine grecque                                                                 | Sens | Exemples de mots comportant la racine |                             |
| --- | ------------------------------------------------------------------------------- | --- | --- | --------------------------- |
| macair-, makári- | μακάριος (makários)                                                             | Bienheureux, heureux, riche, opulent | Macaire1, Macaire2, Macaire3, Macairois, Makários |                             |
| macéd- | Μακεδονία (Makedonía)                                                           | Macédoine (égéenne) | Macédoine1, Macédoine2, Macédoine3 |                             |
| mâch-1 | μασάομαι (masáomaï) → μαστίχη (mastíchê) ; μασητήρ (masêtếr)                    | Mâcher → gomme à mâcher ; qui mâche, muscle de la mâchoire                                                                                                 | voir mastic- |                             |
| -machie, -machia, -mach2 ; -maque | μάχη (mákhê)                                                                    | Combat | Batrachomyomachie, Dimachère, Épimachie, Gigantomachie, Hoplomachie, Hypnerotomachia, Logomachie, Naumachie, Parthénomachie, Psychomachie, Sciomachie, Symmachie, Tauromachie, Titanomachie ; Andromaque, Antimaque, Callimaque, Clinomaque, Épimaque, Ischomaque, Lysimaque1, Lysimaque2, Nicomaque, Télémaque |                             |
| machin- | μηχανή(mêkhanế) ; μηχανικός (mêkhanikós)                                        | Invention ingénieuse, engin, machine (de guerre ou de théatre), moyen ; industrieux, habile                                                                | voir mécan- |                             |
| macr(o)- | μακρός (makrós)                                                                 | Grand, long | Macrobiotique, Macrocéphalie, Macrocosme, Macrocytose, Macrodactyla, Macrodactyle, Macrodactylie, Macrodactylus, Macroéconomie, Macroglosse, Macrolide, Macromélie, Macron, Macrophage, Macrophotographie, Macropsie, Macroscopique, Macrosomie, Macrotome, Macroure |                             |
| magma- | μάγμα (mágma)                                                                   | Pâte pétrie, onguent sec | Magma, Magmatique |                             |
| magnés- ; -magnét- ; mangan- | μάγνης (mágnês)                                                                 | provenant de Magnésie (du Sypile, aujourd'hui Manisa en Turquie)                                                                                           | Magnésie1, Magnésie2, Magnésie3, Magnésium ; Magnétiseur, Magnétisme, Magnéto, Magnéton, Magnétosphère, Magnétron, Électromagnétisme, Pyromagnétique ; Manganate, Manganèse, Manganine, Manganique, Manganocalcite, Permanganate |                             |
| -magnét- | μάγνης (mágnês)                                                                 | provenant de Magnésie (du Sypile, aujourd'hui Manisa en Turquie)                                                                                           | voir magnés- |                             |
| maï- | Μαῖα (Maῖa)                                                                     | Maïa (ainée des Pléiades et mère d'Hermès), nourrice, accoucheuse, sage-femme, grand-mère                                                                  | Maïa, Maïeutique |                             |
| maimac- | μαιμάκτης (maimáktês)                                                           | Impétueux | Maimactérion |                             |
| makári- | μακάριος (makários)                                                             | Bienheureix, heureux, riche, opulent | voir macair- |                             |
| -malac- | μαλακός (malakós)                                                               | Mou | Malacie, Malacoderme, Malacologie, Malacoptérygiens, Malacostracé, Chondromalacie, Craniomalacie, Kératomalacie, Myélomalacie, Ostéomalacie, Trachéomalacie |                             |
| -malach- | μαλάχη (malákhê), μολó̩χη (molókhê)                                              | De couleur mauve | Malachite, Calcomalachite |                             |
| manac- | μοναχός(monachós) ; μοναστήριον (monastếrion)                                   | Seul, unique, simple, solitaire, moine, ermite ; ermitage, monastère                                                                                       | voir monac(h)- |                             |
| -mancie- | μαίνω(maínô) → μανία (manía) ; μάντις (mántis) ; μαντεία (manteía)              | Rendre fou → Folie, démence, délire prophétique ; devin, prophète ; faculté de prédire, divination                                                         | voir -mane |                             |
| -mandr- | μάνδρα (mándra)                                                                 | Bercail, parc à bétail, écurie, étable, enceinte, clôture                                                                                                  | Mandragorite, Mandroclès, Anaximandre, Archimandrite |                             |
| -mane, -mani-, -man(i)e ; -mancie- ; -mant | μαίνω(maínô) → μανία (manía) ; μάντις (mántis) ; μαντεία (manteía)              | Rendre fou → Folie, démence, délire prophétique ; devin, prophète ; faculté de prédire, divination                                                         | Maniaco-dépression, Maniaque, Manie, Anglomanie, Éthéromanie, Érotomane, Héroïnomanie, Kleptomanie, Mégalomanie, Mélomane, Morphinomanie, Opiomane, Toxicomane ; Mancie, Cartomancienne, Chiromancien, Cléromancie, Géomancien, Oniromancie ; Mante, Nécromant |                             |
| manec- | μοναχός(monachós) ; μοναστήριον (monastếrion)                                   | Seul, unique, simple, solitaire, moine, ermite ; ermitage, monastère                                                                                       | voir monac(h)- |                             |
| mangan- | μάγνης (mágnês)                                                                 | provenant de Magnésie (du Sypile, aujourd'hui Manisa en Turquie)                                                                                           | voir magnés- |                             |
| -mani-, -man(i)e | μαίνω(maínô) → μανία (manía) ; μάντις (mántis) ; μαντεία (manteía)              | Rendre fou → Folie, démence, délire prophétique ; devin, prophète ; faculté de prédire, divination                                                         | voir -mane |                             |
| -mano- | μανός (manós)                                                                   | Rare, clairsemé, peu compact, mou | Manodétendeur, Manographe, Manomètre, Manostat, Sphygmomanomètre |                             |
| -mant | μαίνω(maínô) → μανία (manía) ; μάντις (mántis) ; μαντεία (manteía)              | Rendre fou → Folie, démence, délire prophétique ; devin, prophète ; faculté de prédire, divination                                                         | voir -mane |                             |
| -maque | μάχη (mákhê)                                                                    | Combat | voir -machie |                             |
| marasm- | μαρασμός (marasmós)                                                             | consomption, épuisement, dessèchement | Marasme8 |                             |
| marath- | μάραθρον (márathron) → Μαραθών (Marathốn)                                       | Fenouil → Marathon (village et dème attique) | Marathon1, Marathon2, Marathonien |                             |
| margar- | μάργαρον (márgaron)                                                             | Perle | Margaret, Margarine, Margarique, Margarita, Marguerite |                             |
| marguer- | μάργαρον (márgaron)                                                             | Perle | voir margar- |                             |
| marmor- | μαρμαίρω (marmaírô) → μάρμαρος (mármaros) ; μάρμαρον (mármaron)                 | Briller → brillant ; marbre | Marmoréen, Marmoriser |                             |
| marsup- | μάρσιπος (mársupos) μαρσίπιον (marsípion)                                       | Sac, valise, bourse ; petit sac | Marsupial, Marsupium |                             |
| martr- | μάρτυς (mártus), μάρτυρος (márturos)                                            | Témoin | voir martyr- |                             |
| martyr- ; martr- | μάρτυς (mártus), μάρτυρος (márturos)                                            | Témoin | Martyr, Martyrium, Martyrologe ; Martres, Martrois, Montmartre |                             |
| mass-1 | μασάομαι (masáomaï) → μαστίχη (mastíchê) ; μασητήρ (masêtếr)                    | Mâcher → gomme à mâcher ; qui mâche, muscle de la mâchoire                                                                                                 | voir mastic- |                             |
| mass-2 | μάσσω (mássô) → μᾶζα (mãza)                                                     | Pétrir → pâte, galette | Masse, Massif, Massification, Massifier, Massique |                             |
| mast-, masto- | μαστός (mastós)                                                                 | Mamelle | Mastocytose, Mastodonte, Mastodynie, Mastoïde, Mastologie, Mastopathie, Mastose, Sterno-clido-mastoïdien |                             |
| mastic-, mastiq- ; mâch- ; mass-1 | μασάομαι (masáomaï) → μαστίχη (mastíchê) ; μασητήρ (masêtếr)                    | Mâcher → gomme à mâcher ; qui mâche, muscle de la mâchoire                                                                                                 | Mastic, Mastication, Mastiquer ; Mâchefer, Mâcher, Mâchicoulis, Mâchoire, Mâchonner ; Masséter |                             |
| mastiq- | μασάομαι (masáomaï) → μαστίχη (mastíchê) ; μασητήρ (masêtếr)                    | Mâcher → gomme à mâcher ; qui mâche, muscle de la mâchoire                                                                                                 | voir mastic- |                             |
| -mathémati- | μανθάνω (manthánô) → μάθημα (máthêma)                                           | Apprendre, étudier → Étude, science, connaissance, mathématique                                                                                            | Mathématicien, Mathématique, Mathématiser, Métamathématique |                             |
| méandr- | Mαίανδρος (Maíandros)                                                           | Méandre (fleuve de Carie) | Méandre, Méandrine |                             |
| mécan- ; machin- | μηχανή(mêkhanế) ; μηχανικός (mêkhanikós)                                        | Invention ingénieuse, engin, machine (de guerre ou de théâtre), moyen ; industrieux, habile                                                                | Mécanique, Mécanisme, Mécanographie, Mécanothérapie ; Machin, Machine, Machinisme |                             |
| -mécie ; méco- | μῆκος (mẽkos) ; παραμήκης (paramếkês)                                           | Longueur ; qui s'étend en longueur, oblong | Paramécie ; Automécoïque |                             |
| méco- | μῆκος (mẽkos) ; παραμήκης (paramếkês)                                           | Longueur ; qui s'étend en longueur, oblong | voir -mécie |                             |
| mécon- | μήκων (mếkôn) ; μηκώνιον (mêkốnion)                                             | Pavot, tête de pavot ; suc de pavot, opium, méconium | Méconique, Méconium, Méconopsis |                             |
| -mède | μέδω (médô) ; μήδομαι (mếdomai)                                                 | Mesurer, régler, protéger; méditer, penser, imaginer, inventer, préparer                                                                                   | Archimède, Diomède, Nicomède |                             |
| -médus- | Mέδουσα (Médousa)                                                               | Méduse (une des trois Gorgones) | Méduse1, Méduse2, Méduser, Automéduse, Cuboméduse, Hydroméduse, Scyphoméduse, Stauroméduse |                             |
| még-, -méga- | μέγᾶς (mégãs) ; μεγάλος (megálos)                                               | Grand ; grand | voir mégalo- |                             |
| -mégal-, mégalo- ; még-, -méga- | μέγᾶς (mégãs) ; μεγάλος (megálos)                                               | Grand ; grand | Mégalocytose, Mégalomanie, Mégalopole, Splénomégalie ; Méga, Mégabit, Mégacéros, Mégacôlon, Mégahertz, Mégajoule, Mégaoctet, Mégapole, Mégaptère, Mégathérium, Mégawatt, Mégès, [[Ohm (unité) | Mégohm]], Micromégas, Oméga |
| mégèr- | (μεγαίρω (megaírô) → Μέγαιρα (Mégaira)                                          | Envier, jalouser → Mégaira (une des trois Erynies) | Mégère1, Mégère1 |                             |
| méio- ; mio- ; meny- | μινύθω (minúthô) → μείων (meíôn)                                                | Diminuer, amoindrir → moindre, plus petit | Méiose1, Méiose2, Méiotique ; Miocène, Miohippus ; Ményanthe |                             |
| -mel-, mél-1 | μέλας (mélas)                                                                   | Noir | voir mélan- |                             |
| mél-2 | μέλος (mélos)                                                                   | Membre, articulation, phrase musicale, chant | voir -méli-1 |                             |
| mélam- | μέλας (mélas)                                                                   | Noir | voir mélan- |                             |
| mélan-, mélam- ; -mel-, mél-1 | μέλας(mélas)                                                                    | Noir | Melampsora, Melampsorella, Mélampyre, Mélancolie, Mélanésie, Mélanie, Mélanine, Mélanocyte, Mélanome ; Calomel, Melæna, Melena, Méléna, Mélops |                             |
| -mèle, -mele- | μέλος (mélos)                                                                   | Membre, articulation, phrase musicale, chant | voir -méli-1 |                             |
| -méli-1 ; -mèle, -mele- ; mél-2, mélo-1 | μέλος (mélos)                                                                   | Membre, articulation, phrase musicale, chant | Mélisme, Brachymélie, Dolichomélie, Macromélie, Micromélie, Phocomélie, etc ; Brachymeles, Gastromèle, Mélomèle, Notomèle, Pygomèle, etc ; Mélodie, Mélodrame, Mélomane, Mélopée |                             |
| -méli-2, melo-2 ; -mille | μῆλον1(mẽlon)                                                                   | Pomme, coing, fruit en forme de pomme | Mélinite, Melon, Hamamélis ; Camomille |                             |
| méli-3 ; miel | μέλι (méli) ; μέλισσα (mélissa)                                                 | Miel ; abeille | Miel, Mélilot, Mélisse |                             |
| méli-4 | μελία (melía)                                                                   | Frêne | Mélia, Méliacée |                             |
| mélo-1 | μέλος (mélos)                                                                   | Membre, articulation, phrase musicale, chant | voir -méli-1 |                             |
| melo-2 | μῆλον1(mếlon)                                                                   | Pomme, coing, fruit en forme de pomme | voir -méli-2 |                             |
| mélo-3 | μῆλον2(mếlon)                                                                   | Animal de petit bétail, mouton, chèvre | Mélophage |                             |
| -mén-1, -méni-2 ; ment-1 | μενός (menós) → εὐμενής (eumenếs) ; Μέντωρ (Méntôr)                             | Âme, esprit, courage, volonté → bienveillant ; Mentor (compagnon d'Ulysse et précepteur de Télémaque)                                                      | Alciménès, Euménides ; Mentor, Mentorat |                             |
| -mén-2, -mène | μήν(mến) ; μηνίσκος (mênískos)                                                  | Lunaison ; lunule, croissant | voir -méno- |                             |
| mén-3, méné- | μένω (ménô)                                                                     | Rester, demeurer, être stable | Ménélaos, Ménélas, Ménélaüs |                             |
| -méni-1 | μοναχός(monachós) ; μοναστήριον (monastếrion)                                   | Seul, unique, simple, solitaire, moine, ermite ; ermitage, monastère                                                                                       | voir monac(h)- |                             |
| méni-2 | μενός (menós) → εὐμενής (eumenếs) ; Μέντωρ (Méntôr)                             | Âme, esprit, courage, volonté → bienveillant ; Mentor (compagnon d'Ulysse et précepteur de Télémaque)                                                      | voir -mén-1 |                             |
| -méning(o)- | μῆνινγξ, -ινγος (mêningx, -ingos)                                               | Membrane | Méninges, Méningite, Méningocoque, Leptoméninge, Pachyméninge |                             |
| -méno-, -mén-2, -mène ; -mini | μήν(mến) ; μηνίσκος (mênískos)                                                  | Mois, lunaison ; lunule, croissant | Ménisque, Ménopause, Ménorragie, Ménure, Alcmène, Aménorrhée, Cataménial, Dysménorrhée, Emménagogue ; Catimini |                             |
| ment-1 | μενός (menós) → εὐμενής (eumenếs) ; Μέντωρ (Méntôr)                             | Âme, esprit, courage, volonté → bienveillant ; Mentor (compagnon d'Ulysse et précepteur de Télémaque)                                                      | voir -mén-1 |                             |
| -ment2 | μίνθη (mínthê)                                                                  | Menthe | voir menth- |                             |
| menth-, -ment2 ; -mint(h)- | μίνθη (mínthê)                                                                  | Menthe | Menthane, Menthol, Menthone, Menthyle, Calament ; Calaminthe, Peppermint |                             |
| meny- | μινύθω (minúthô) → μείων (meíôn)                                                | Diminuer, amoindir → moindre, plus petit | voir méio- |                             |
| mér- | μηρός (mêrós)                                                                   | Cuisse | voir méro-2 |                             |
| -mère | μέρος (méros) ; μερισμός (merismós)                                             | Partie ; partage | voir méro-1 |                             |
| méréo- | μέρος (méros) ; μερισμός (merismós)                                             | Partie ; partage | voir méro-1 |                             |
| -méri- | μέρος (méros) ; μερισμός (merismós)                                             | Partie ; partage | voir méro-1 |                             |
| méro-1 ; méréo- ; -mère, -méri- | μέρος (méros) ; μερισμός (merismós)                                             | Partie ; partage | Méroblastique, Mérocrine, Mérogamie, Méromorphe, Méronymie, Méroplancton, Mérotomie, Mérozoïte ; Méréologie ; Méricarpe, Mérièdre, Mérisme, Méristème, Dimère, Élastomère, Isomère, Métamérie, Monomère, Polymère, Polymérie, Trimère |                             |
| méro-2, mér- | μηρός (mêrós)                                                                   | Cuisse | Mérocèle, Mérodon, Mérostome ; Méralgie |                             |
| més- | μέσος (mésos) → μεσίτης (mesítês)                                               | Médian, central → intermédiaire, arbitre, médiateur | voir méso- |                             |
| mésit- | μέσος (mésos) → μεσίτης (mesítês)                                               | Médian, central → intermédiaire, arbitre, médiateur | voir méso- |                             |
| méso-, més- ; mésit- | μέσος (mésos) → μεσίτης (mesítês)                                               | Médian, central → intermédiaire, arbitre, médiateur | Mésencéphale, Mésenchyme, Mésentère, Mésoblaste, Mésocarpe, Mésocéphale, Mésocôlon, Mésoderme, Mésogastre, Mésolithique, Mésomère, Mésomorphe, Méson, Mésophile, Mésophylle, Mésophyte, Mésopotamie, Mesothelae, Mésothélium, Mésozoïque ; Mésityle, Mésitylène |                             |
| mét- | μετὰ (metà)                                                                     | Au-delà, par derrière, ensuite, en opposition, en remplaçant ; parmi, au milieu de, entre, vers, avec, en accord avec, pour, après, à la suite de, pendant | voir méta- |                             |
| méta- ; mét- ; méth-1 | μετὰ (metà)                                                                     | Au-delà, par derrière, ensuite, en opposition, en remplaçant ; parmi, au milieu de, entre, vers, avec, en accord avec, pour, après, à la suite de, pendant | Métabolisme, Métacarpe, Métadiégétique, Métageitnion, Métalepse, Métamorphose, Métaphase, Métaphore, Métaphyse, Métaphysique, Métaplasme, Métapsychique, Métastabilité, Métastase, Métatarse, Métathérien ; Métempsycose, Météore, Métèque, Métonymie, Métope, Métopique, Métopomancie ; Méthode |                             |
| métal(l)- | μέταλλον (métallon)                                                             | Tranchée de mine, gisement, mine | Métal, Métallifère, Métalloïde, Métallophone, Métallurgie |                             |
| météor(o)- | μετέωρος (meteôros)                                                             | Élevé dans les airs | Météore, Météorite, Météorologie |                             |
| -méter | μήτηρ (mếtêr) ; μήτρα (mếtra)                                                   | Mère ; matrice, sein maternel | voir -métro-2 |                             |
| méth1- | μετὰ (metà)                                                                     | Au-delà, par derrière, ensuite, en opposition, en remplaçant ; parmi, au milieu de, entre, vers, avec, en accord avec, pour, après, à la suite de, pendant | voir méta- |                             |
| méth-2, métha-, méthi-, -méthy- | μέθυ (méthu) ; μεθύω (méthúô)                                                   | Boisson fermentée, vin, bière ; être ivre | Méthacrylique, Méthadone, Méthanal, Méthane, Méthanoïque, Méthanol, Méthionine, Méthoxyle, Méthyle, Méthylène, Diméthylglyoxime, Améthyste |                             |
| métha- | μέθυ (méthu) ; μεθύω (méthúô)                                                   | Boisson fermentée, vin, bière ; être ivre | voir méth-2 |                             |
| -méthi, -méthy- | μέθυ (méthu) ; μεθύω (méthúô)                                                   | Boisson fermentée, vin, bière ; être ivre | voir méth-2 |                             |
| métop- | ὤψ (ốps) → μέτωπον (métôpon)                                                    | Visage → front | Métope, Métopique, Métopomancie |                             |
| -métr-1, -mètre1 | μέτρον (métron)                                                                 | Mesure, vers | voir -métro-1 |                             |
| -métr-2, -mètre2 | μήτηρ (mếtêr) ; μήτρα (mếtra)                                                   | Mère ; matrice, sein maternel | voir -métro-2 |                             |
| -métro-1, -métr-1, -mètre1 | μέτρον (métron)                                                                 | Mesure, vers | Mètre, Métrologie, Métronome, Acoumètre, Actinomètre, Aéromètre, Aleuromètre, Anémomètre, Archéomètre, Aréomètre, Arithmomètre, Atmomètre, Audiomètre, Auxomètre, Barathromètre, Baromètre, Bathomètre, Bathymètre, Biométrie, Blémomètre, Bolomètre, Brontomètre, Butyromètre, Cardiomètre, Catathermomètre, Cathétomètre, Céphalomètre, Céraunomètre, Chiromètre, Chloromètre, Chromatoptomètre, Chromophotoptomètre, Chromoptomètre, Chronomètre, Chronotachymètre, Chronotélémètre, Cinémomètre, Clisimètre, Coréomètre, Craniomètre, Cryomètre, Cryopédomètre, Cyanomètre, Cyclomètre, Cylindrimètre, Cynomètre, Cyrtomètre, Cytomètre, Décamètre, Dendromètre, Diabétomètre, Diagomètre, Diamètre, Diaphanomètre, Diasporamètre, Diastasimètre, Dimètre, Diplomètre, Dodécamètre, Dosimètre, Dromomètre, Drosomètre, Dynamomètre, Échinomètre, Échomètre, Éclimètre, Éclymètre, Économètre, Élaïomètre, Élatéromètre, Électrodynamomètre, Électromètre, Endosmomètre, Ennéamètre, Ergomètre, Ériomètre, Esthésiomètre, Éthylomètre, Eudiomètre, Eurobaromètre, Examètre, Exomètre, Exosmomètre, Galactomètre, Gazomètre, Géodimètre, Géomètre, Géométrie, Gigamètre, Glycomètre, Goniasmomètre, Goniomètre, Grammomètre, Gypsomètre, Gyromètre, Harmomètre, Harmonomètre, Hectomètre, Hélicomètre, Héliomètre, Hémadromomètre, Hémodynamomètre, Heptamètre, Hexamètre, Hippomètre, Hodomètre, Holomètre, Hydrolactomètre, Hydromètre, Hydrotachymètre, Hydrotimètre, Hyétomètre, Hygromètre, Hypermètre, Hyperparamètre, Hypsomètre, Hystéromètre, Ichtyomètre, Iconomètre, Isomètre, Isométrique, Isopérimètre, Kilomètre, Kilogrammètre, Labidomètre, Labimètre, Lampromètre, Limnimètre, Limnomètre, Lysimètre, Magnétomètre, Manomètre, Mécomètre, Mégamètre, Métallomètre, Métromètre, Micromètre, Myriamètre, Nanomètre, Nanothermomètre, Natromètre, Nauropomètre, Nautomètre, Nécromètre, Néphélomètre, Nilomètre, Nitromètre, Noématachomètre, Odomètre, Œnomètre, Ombromètre, Ophtalmomètre, Opsiomètre, Optomètre, Orchidomètre, Osmomètre, Oxymètre, Ozonomètre, Pachomètre, Pandynamomètre, Pantomètre, Paramètre, Pentamètre, Périmètre, Périnéomètre, Phallomètre, Phonomètre, Photogrammètre, Photomètre, Piézomètre, Pithomètre, Pluviomètre, Pnéomètre, Pneumatomètre, Podomètre, Porosimètre, Psophomètre, Psychomètre, Psychromètre, Pycnomètre, Pyrohéliomètre, Pyromètre, Radiogoniomètre, Radiomètre, Radiotélémètre, Rhéomètre, Saccharimètre, Scléromètre, Séismomètre, Septomètre, Sérimètre, Spectromètre, Spectrophotomètre, Spectroradiomètre, Sphénomètre, Sphéromètre, Sphygmomanomètre, Sphygmomètre, Spinthéromètre, Stadiomètre, Stalagmomètre, Stasimètre, Stéthomètre, Strabomètre, Stratamètre, Stylomètre, Symétrie, Sympiézomètre, Tachéomètre, Tachymètre, Taximètre, Télémètre, Thalassomètre, Thanatomètre, Thermo-baromètre, Thermo-hygromètre, Thermomètre, Tonomètre, Tribomètre, Tromomètre,Turbidimètre, Typomètre, Uréomètre, Uromètre, Viscosimètre, Zymosimètre |                             |
| -métro-2, -métr-2, -mètre2 ; -méter | μήτηρ (mếtêr) ; μήτρα (mếtra)                                                   | Mère ; matrice, sein maternel | Métrite, Métrodore, Métropole, Métropolitain, Métropolite, Métrorragie, Démétrios1, Démétrios2, Endomètre, Endométriose, Endométrite, Physomètre, Pyomètre ; Déméter |                             |
| mia- | μιαίνω (miaínô)                                                                 | Souiller | Miasme, Amiante |                             |
| micr-, -micro- | (micros)                                                                        | Petit | Micrite, Microbe, Microfilm, Micronésien, Micro-ordinateur, Micropyle, Microscope, Microsillon, Microsporum, Microtome, Omicron, Ultramicroscope |                             |
| miel | μέλι (méli) ; μέλισσα (mélissa)                                                 | Miel ; abeille | voir -méli-3 |                             |
| migma- | μῖγμα (mĩgma) ; μίξις (míxis)                                                   | Mélange, mixture ; mélange | voir -mixie |                             |
| -mille | μῆλον1(mếlon)                                                                   | Pomme, coing, fruit en forme de pomme | voir -méli-2 |                             |
| -mim- | μῖμος (mĩmos)                                                                   | Imitateur, acteur, bouffon | Mime, Mimétisme, Mimique, Mimodrame, Mimosa, Amimie, Biomimétisme, Pantomime |                             |
| -mini | μήν(mến) ; μηνίσκος (mênískos)                                                  | Lunaison ; lunule, croissant | voir -méno- |                             |
| minih- | μοναχός(monachós) ; μοναστήριον (monastếrion)                                   | Seul, unique, simple, solitaire, moine, ermite ; ermitage, monastère                                                                                       | voir monac(h)- |                             |
| -mino- | Μίνως (Mínôs)                                                                   | Minos (roi légendaire de Crète) | Minoen, Minos, Minotaure, Chyprominoen |                             |
| minst- | μοναχός(monachós) ; μοναστήριον (monastếrion)                                   | Seul, unique, simple, solitaire, moine, ermite ; ermitage, monastère                                                                                       | voir monac(h)- |                             |
| -mint(h)- | μίνθη (mínthê)                                                                  | Menthe | voir menth- |                             |
| mio- | μινύθω (minúthô) → μείων (meíôn)                                                | Diminuer, amoindir → moindre, plus petit | voir méio- |                             |
| mir-, miro- | μύρον (múron) → μυρίζω (murízô) → μυριστικός (muristikós)                       | Parfum liquide, huile ou essence parfumée → parfumer, oindre d'onguent → parfumé, musqué                                                                   | voir myro- |                             |
| mis- | μισέω (miséô)                                                                   | Haïr | Misandrie, Misanthrope, Misogynie, Misonéisme, Misumène |                             |
| misc- | μίσχος (mískhos)                                                                | Pédicule ou pétiole (queue de fruit ou de feuille), tige                                                                                                   | Miscanthus |                             |
| miso- | μισέω (miseô)                                                                   | Haïr | voir mis- |                             |
| mithridat- | Mιθριδάτης (Mithridátês)                                                        | Roi du Pont (Mithridate VI Eupator) | Mithridate VI, Mithridatisation |                             |
| -mito- | μίτος (mítos)                                                                   | Fil | Mitochondrie, Mitoclasique, Mitogène, Mitomycine, Mitose, Mitotique, Mitoxantrone, Endomitose, Pleuromitose |                             |
| mitr- | μίτρα (mítra)                                                                   | Bandeau, turban | Mitrale, Mitre1, Mitre2, Mitrophore |                             |
| -mixie ; migma- | μῖγμα (mĩgma) ; μίξις (míxis)                                                   | Mélange, mixture ; mélange | Amixie, Amphimixie, Apomixie, Panmixie ; Migmatite |                             |
| -mnémo- ; -mnés(i)e, -mnest- ; mnis- | μνήμη (mnếmê) → ἀμνησία (amnêsía)                                               | Mémoire → oubli | Mnémonique, Mnémotechnie, Mnémotechnique, Hiéromnémon ; Amnésie, Anamnèse, Catamnestique, Cryptomnésie, Dysmnésie, Ecmnésie, Hypermnésie, Paramnésie, Pseudomnésie ; Amnistie |                             |
| -mnés(i)e | μνήμη (mnếmê) → ἀμνησία (amnêsía)                                               | Mémoire → oubli | voir -mnémo- |                             |
| -mnest- | μνήμη (mnếmê) → ἀμνησία (amnêsía)                                               | Mémoire → oubli | voir -mnémo- |                             |
| mnis- | μνήμη (mnếmê) → ἀμνησία (amnêsía)                                               | Mémoire → oubli | voir -mnémo- |                             |
| moin- | μοναχός(monachós) ; μοναστήριον (monastếrion)                                   | Seul, unique, simple, solitaire, moine, ermite ; ermitage, monastère                                                                                       | voir monac(h)- |                             |
| molubdo- | μόλυβδος (mólubdos)                                                             | Plomb | voir -molybd- |                             |
| -molybd- ; molubdo- | μόλυβδος (mólubdos)                                                             | Plomb | Molybdate, Molybdène, Ferromolybdène ; Molubdotémophilie |                             |
| molysm- | μολύνω (molúnô) → μόλυσμα (mólusma)                                             | Salir, tacher → tache, souillure | Molysmologie |                             |
| mon-1 | μοναχός(monachós) ; μοναστήριον (monastếrion)                                   | Seul, unique, simple, solitaire, moine, ermite ; ermitage, monastère                                                                                       | voir monac(h)- |                             |
| mon-2 | μόνος(mónos) ; μονάς (monás"")                                                  | Seul ; monade, unité | voir mono- |                             |
| monac(h)-, manac-, manec- ; -minst- ; monast-, monest-, monêt-, moni(st)- ; mont(e)r- ; mou(s)t-, mun(st)-, mün(st)- ; moin-, mon-1 ; -méni-1, minih- | μοναχός(monachós) ; μοναστήριον (monastếrion)                                   | Seul, unique, simple, solitaire, moine, ermite ; ermitage, monastère                                                                                       | Monacal, Monachisme, Ploumanac'h, Port Manec'h ; Minster, Westminster ; Monastère, Monastier, Monastique, Monastir, Monestier, Monêtier, Monestrol, Monistrol ; Montereau, Montreuil ; Moustier, Moustérien, Moustiers, Moustoir, Moutier1, Moutier2, Moutiers, München, Munich, Munster1, Munster2, Münster ; Moine1, Moine2, Monaco, Moniale, Monique (prénom), Lemoine ; Troménie, Minihy |                             |
| -monas | μόνος(mónos) ; μονάς (monás"")                                                  | Seul ; monade, unité | voir mono- |                             |
| monast- | μοναχός(monachós) ; μοναστήριον (monastếrion)                                   | Seul, unique, simple, solitaire, moine, ermite ; ermitage, monastère                                                                                       | voir monac(h)- |                             |
| monest-, monêt- | μοναχός(monachós) ; μοναστήριον (monastếrion)                                   | Seul, unique, simple, solitaire, moine, ermite ; ermitage, monastère                                                                                       | voir monac(h)- |                             |
| moni(st)- | μοναχός(monachós) ; μοναστήριον (monastếrion)                                   | Seul, unique, simple, solitaire, moine, ermite ; ermitage, monastère                                                                                       | voir monac(h)- |                             |
| mono- ; mon-2, -monas | mónos ; μονάς (monás"")                                                         | Seul ; monade, unité | Monochromatique, Monocle, Monocoque, Monocotylédone, Monoculture, Monodie, Monogamie, Monogramme, Monographie, Monogyne, Monoïde, Monolithe, Monologue, Monôme, Monomorphisme, Mononucléose, Monoparental, Monophonie, Monophtongue, Monoplace, Monopole, Monopsone, Monospace, Monosyllabique, Monothéisme, Monotonie, Monotrème, Monoxyde, Monoxyle, Monozygote ; Monadelphe, Chlamydomonas, Cryptomonas, Herpétomonas, Leptomonas, Monandrique, Monade, Monème, Nitrosomonas, Pseudomonas, Trichomonas |                             |
| mont(e)r- | μοναχός(monachós) ; μοναστήριον (monastếrion)                                   | Seul, unique, simple, solitaire, moine, ermite ; ermitage, monastère                                                                                       | voir monac(h)- |                             |
| -more | μωρός (môrós)                                                                   | Fou, insensé, stupide, émoussé | Oxymore |                             |
| -morph-1 | μορφή (morphế)                                                                  | Forme | Morphallaxie, Morphée, Morphème, Morphine, Morphinomanie, Morphisme, Morphogenèse, Morphologie, Allélomorphisme, Allomorphie, Amorphe, Anamorphose, Andromorphe, Anthropomorphe, Automorphisme, Dimorphisme, Dysmorphie, Dysmorphobie, Énantiomorphisme, Endomorphisme, Entéromorphe, Eumorphie, Gynandromorphisme, Holomorphe, Homéomorphisme, Hydromorphie, Isomorphisme, Lagomorphe, Méromorphe, Mésomorphie, Métamorphique, Métamorphisme, Métamorphose, Monomorphe, Myomorphe, Polymorphe, Polymorphisme, Protomorphe, Pseudomorphe, Rhizomorphe, Tétramorphe, Zoomorphisme, Zygomorphe |                             |
| mos- | μοῦσα (moũsa) ; μούσειος (moúseios) ; μουσεῖον (mouseῖon)                       | Muse ; propre aux Muses, musical ; temple dédié aux Muses, Mouseîon, muséum                                                                                | voir mus- |                             |
| moustach- | μύσταξ (mústax)                                                                 | Lèvre supérieure, moustache | Moustache |                             |
| Mouseio- | μοῦσα (moũsa) ; μούσειος (moúseios) ; μουσεῖον (mouseῖon)                       | Muse ; propre aux Muses, musical ; temple dédié aux Muses, Mouseîon, muséum                                                                                | voir mus- |                             |
| mou(s)t- | μοναχός(monachós) ; μοναστήριον (monastếrion)                                   | Seul, unique, simple, solitaire, moine, ermite ; ermitage, monastère                                                                                       | voir monac(h)- |                             |
| mu- | μύ (mú)                                                                         | Lettre grecque mu (μ, M) | Mu1, Mu2, Muon, Muonium |                             |
| mun(st)- | μοναχός(monachós) ; μοναστήριον (monastếrion)                                   | Seul, unique, simple, solitaire, moine, ermite ; ermitage, monastère                                                                                       | voir monac(h)- |                             |
| münst- | μοναχός(monachós) ; μοναστήριον (monastếrion)                                   | Seul, unique, simple, solitaire, moine, ermite ; ermitage, monastère                                                                                       | voir monac(h)- |                             |
| -mure | ἅλμη (hálmê) ; ἁλμυρίς (halmurís)                                               | Toute substance salée, eau de mer, saumure, goût salé ; humeur salée (sueur, morve), saumure                                                               | voir muriat- |                             |
| muriat-, -mure | ἅλμη (hálmê) ; ἁλμυρίς (halmurís)                                               | Toute substance salée, eau de mer, saumure, goût salé ; humeur salée (sueur, morve), saumure                                                               | Muriate, Muriaté, Muriatique, Saumure |                             |
| mus- ; mos- ; Mouseio- | μοῦσα (moũsa) ; μούσειος (moúseios) ; μουσικός (mousikós) ; μουσεῖον (mouseῖon) | Muse ; propre aux Muses, musical ; qui concerne les Muses, qui pratique la musique ; temple dédié aux Muses, chant poétique, Mouseîon, muséum              | Muse, Musée, Muséographie, Muséologie, Muséophile, Muséum, Musicologie, Musicothérapie, Musique, Amusie, Dysmusie ; Mosaïque ; Mouseîon |                             |
| mutil- | μίτυλος (mítulos)                                                               | Sans corne (ou qui a une corne de moins), mutilé, tronqué                                                                                                  | Mutilation, Mutilé, Mutiler |                             |
| my-1 | μυῖα (muĩa)                                                                     | Mouche | voir -myia- |                             |
| my-2 | μῦς, -υός (mũs, -uós) ; μυτίλος(mutílos)                                        | Souris, moule, muscle ; moule | voir -myo-2 |                             |
| -myc(o)- | μύκης (múkês)                                                                   | Champignon | Mycélium, Mycoderma, Mycologie, Mycophagie, Mycoplasmose, Mycorhize, Mycose, Mycothèque, Actinomycète, Antimycosique, Érythromycine, Gentamycine, Myxomycète, Néomycine, Streptomycine |                             |
| -mydé | μῦς, -υός (mũs, -uós) ; μυτίλος(mutílos)                                        | Souris, moule, muscle ; moule | voir -myo-2 |                             |
| mydria- | μυδρίασις (mudríasis)                                                           | Maladie de la pupille, mydriase | Mydriase, Mydriatique |                             |
| -myél(o)- | μυελός (muelós)                                                                 | Moelle | Myélencéphale, Myéline, Myéloblaste, Myélocyte, Myéloïde, Myélome, Ostéomyélite, Poliomyélite, Syringomyélie |                             |
| mygal- | μυγαλῆ (mugalễ)                                                                 | Musaraigne | Mygale |                             |
| -myia-, -myie ; my-1 ; -mys-1 | μυῖα (muĩa)                                                                     | Mouche | Myiase, Cécidomyie, Céphénémyia, Chrysomyia, Dicranomyia, Échinomyie, Hylémyie, Lampromyia, Pégomyia, Stégomyia ; Myodésopsie, Myiodésopsie ; Stratiomys |                             |
| -myidé | μῦς, -υός (mũs, -uós) ; μυτίλος(mutílos)                                        | Souris, moule, muscle ; moule | voir -myo-2 |                             |
| -myie | μυῖα (muĩa)                                                                     | Mouche | voir -myia- |                             |
| -myl- | μύλος (múlos) ; μυλών (mulốn)                                                   | Meule, molaire ; Moulin | Mylabre, Mylodon, Mylo-hyoïdien, Mylolyse, Mylonite, Amidon, Amylacé, Amylase, Amylobacter, Amyloïde |                             |
| myo-1 | μύω (múô) → μύωψ(múôps)                                                         | Se fermer, être fermé → qui cligne des yeux pour mieux voir, myope                                                                                         | Myope, Myopie, Myosis |                             |
| -myo-2 ; my-2 ; -mydé ; -myidé ; -mys-2 ; mytil(i)-                                                                                                   | μῦς, -υός (mũs, -uós) ; μυτίλος(mutílos)                                        | Souris, moule, muscle ; moule | Myocarde, Myocastor, Myoclonie, Myologie, Myome, Myopathie, Myopotame, Myosine, Myosite, Myosotis, Myospalax, Amyotrophie, Léïomyome, Léiomyosarcome, Rhabdomyolyse, Rhabdomyome, Rhabdomyosarcome ; Myalgie, Mye, Mygale, Myotis ; Cténomyidés, Hétéromyidés ; Abrawayaomys, Aepeomys, Andalgalomys, Andinomys, Anotomys, Auliscomys, Baiomys, Bibimys, Blarinomys, Bolomys, Calomys, Cansumys, Chelemys, Chibchanomys, Chilomys, Chroeomys, Chrotomys, Ctenomys, Delomys, Deltamys, Drymoreomys, Endomysium, Épimysium, Euneomys, Galenomys, Geomys, Graomys, Habromys, Handleyomys, Heteromys, Hodomys, Ichthyomys, Irenomys, Isthmomys, Juliomys, Juscelinomys, Lophiomys, Megalomys, Megadontomys, Melanomys, Melomys, Microryzomys, Neacomys, Necromys, Nectomys, Neotomys, Nesoryzomys, Neusticomys, Notiomys, Nyctomys, Ochrotomys, Oecomys, Oligoryzomys, Onychomys, Oryzomys, Osgoodomys, Otomys, Paralomys, Périmysium, Phaenomys, Phenacomys, Podomys, Podoxymys, Pseudoryzomys, Punomys, Rhagomys, Rheomys, Rhipidomys, Scapteromys, Scolomys, Scotinomys, Sigmodontomys, Synaptomys, Thalpomys, Tylomys, Wiedomys, Wilfredomys, Xenomys, Zygodontomys ; Mytiliculture, Mytiloïde |                             |
| myria-, myrio- | μυριάς, -άδος (muriás, -ádos)                                                   | Dix mille | Myriade, Myriagone, Myriamètre, Myriophylle, Myriapode |                             |
| myrist- | μύρον (múron) → μυρίζω (murízô) → μυριστικός (muristikós)                       | Parfum liquide, huile ou essence parfumée → parfumer, oindre d'onguent → parfumé, musqué                                                                   | voir myro- |                             |
| myrmé- | μύρμηξ (múrmêx)                                                                 | Fourmi | voir myrméco- |                             |
| myrméco- ; myrmi- ; myrmé- | μύρμηξ (múrmêx)                                                                 | Fourmi | Myrmécochorie, Myrmécocyste, Myrmécologie, Myrmécophage, Myrmécophilie ; Myrmidon ; Myrméléonidé |                             |
| myrmi- | μύρμηξ (múrmêx)                                                                 | Fourmi | voir myrméco- |                             |
| myro- ; myrist- ; mir-, miro- | μύρον(múron) → μυρίζω (murízô) → μυριστικός (muristikós)                        | Parfum liquide, huile ou essence parfumée → parfumer, oindre d'onguent → parfumé, musqué                                                                   | Myrobalan, Myrobolan, Myrophore, Myrosine, Myroxyle ; Myristica, Myristication, Myristicine, Myristine, Myristique ; Mirabelle, Mirobolant |                             |
| myrrh- | μύρρα (múrra)                                                                   | Myrrhe | Myrrhe, Myrrhis |                             |
| myrt- | μύρτος (múrtos)                                                                 | Myrte | Myrte, Myrtille |                             |
| -mys-1 | μυῖα (muĩa)                                                                     | Mouche | voir -myia- |                             |
| -mys2 | μῦς, -υός (mũs, -uós) ; μυτίλος(mutílos)                                        | Souris, moule, muscle ; moule | voir -myo-2 |                             |
| myst- | μύω (múô) → μυστήριον(mustếrion)                                                | Se fermer, être fermé → chose secrète, mystère | Mystagogue, Mystère, Mysticisme, Mystification, Mystique |                             |
| -myth- | μῦθος (mũthos)                                                                  | Mythe, légende, parole, discours, dialogue | Mythe, Mythologie, Mythomane, Stichomythie |                             |
| mytil(i)- | μῦς, -υός (mũs, -uós) ; μυτίλος(mutílos)                                        | Souris, moule, muscle ; moule | voir -myo-2 |                             |
| myx(o)- | μύξα (múxa)                                                                     | Morve, mucosité, mucus | Myxœdème, Myxofibrosarcome, Myxoïde, Myxomatose, Myxome, Myxomycète, Myxorrhée |                             |
| -myz-, -myza | μυζάω (muzáô) → μυζήτης (muzếtês)                                               | Sucer → insecte suceur (nuisible à la végétation), mouche                                                                                                  | Agromyzidae, Chrysomyza, Liriomyza, Meromyza, Napomyza, Phytomyza, Teichomyza |                             |